# Нуклеаза
Нуклеазы — большая группа ферментов, гидролизующих фосфодиэфирную связь между субъединицами нуклеиновых кислот. Различают несколько типов нуклеаз в зависимости от их специфичности: экзонуклеазы и эндонуклеазы, рибонуклеазы и дезоксирибонуклеазы, рестриктазы и некоторые другие. Рестриктазы занимают важное положение в прикладной молекулярной биологии.

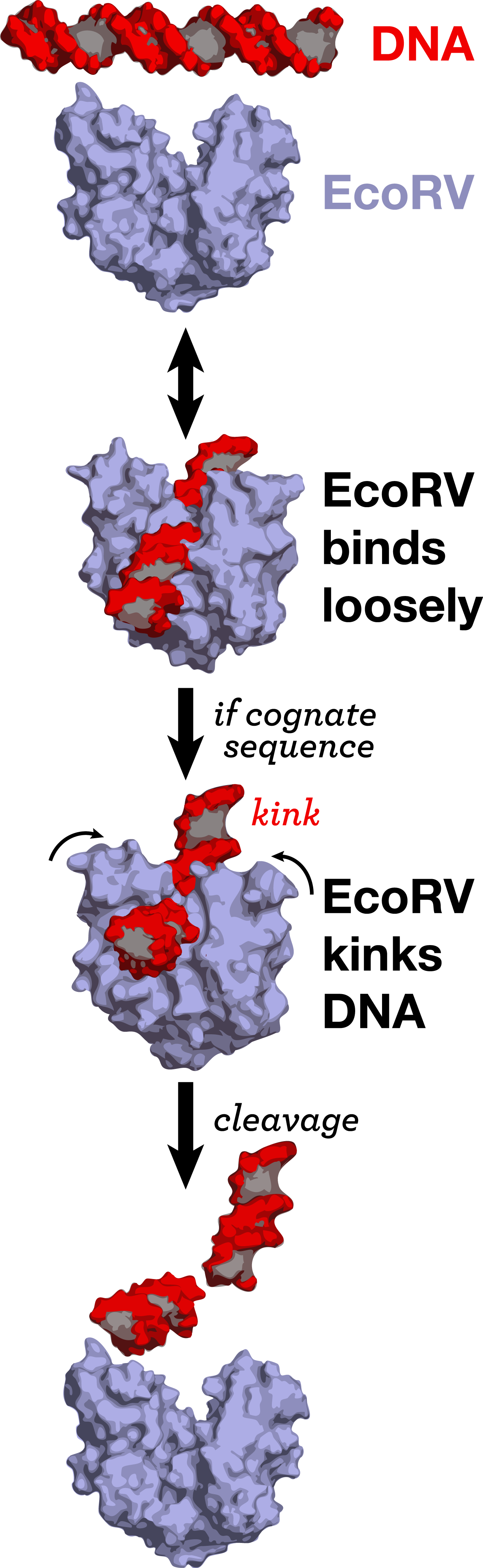
Экзонуклеаза EcoRV расщепляет ДНК

## История
Исследование нуклеаз началось в конце 1960-х годов, когда Стюарт Линн и Вернер Арбер выделили из кишечной палочки (Escherichia coli) фермент, ограничивающих рост бактериофага или другими словами рестриктазу. В 1968 году американскими учёными Хамилтоном Смитом, K.W.Wilcox и T.J.Kelley (Университет Джонса Хопкинса) из бактерии Haemophilus influenzae была впервые выделена специфическая рестриктаза HindII. Оказалось, что этот фермент специфически распознавал и гидролизовал фосфодиэфирную связь точно в центре следующей нуклеотидной последовательности:
5' G T (пиримидин: T or C) (пурин: A or G) A C 3' 

3' C A (пурин: A or G) (пиримидин: T or C) T G 5' 

## Роль в организме
- переваривание нуклеиновых кислот пищи (ферменты пищеварения)
- удаление чужеродных нуклеиновых кислот (защитная роль)
- регуляция синтеза и распада нуклеиновых кислот в клетках